# Люцерна скельна
{{#ifeq:0|0|{{#if:Medicago rupestris|{{#if:|[[]}}|[[]]}}}}
Люцерна скельна (Medicago rupestris) — вид квіткових рослин з родини бобових (Fabaceae).

## Морфологічна характеристика
Багаторічник 10–25 см заввишки. Це напівкущ, сіруватий від притисненого запушення. Біб у контурі ниркоподібний, тонко запушений, ≈ 4 мм у діаметрі, утворює 1–1.5 оборота.

## Поширення
Росте в Україні (Крим) і Росії (Північний Кавказ). Населяє нижні гірські пояси на вапнякових породах.
В Україні вид росте на крейдяних та вапнякових схилах, урвищах та скелях — у Криму, рідко (ок. Сімферополя та Білогірська).

## Використання
M. rupestris є потенційним донором генів для культивованої люцерни M. sativa ssp. sativa.